# Піт Горек
Піт Горек (англ. Pete Horeck, 15 червня 1923, Сейблс-Спеніш Рівер — 29 серпня 2009, Садбері) — канадський хокеїст, що грав на позиції крайнього нападника.

## Ігрова кар'єра
Професійну хокейну кар'єру розпочав 1941 року.
Протягом професійної клубної ігрової кар'єри, що тривала 20 років, захищав кольори команд НХЛ «Чикаго Блекгокс», «Детройт Ред-Вінгс» та «Бостон Брюїнс», а також грав за низку команд нижчих пінвічноамериканських ліг.